# Gordon Ryan
Gordon Ryan (Municipio de Monroe, Nueva Jersey; 8 de julio de 1995) es un grappler de sumisión estadounidense, considerado uno de los mejores grapplers en no-gi de todos los tiempos por sus logros y su dominio. Entre sus logros más destacables, Ryan es un cinco veces Campeón Mundial de ADCC (además de ser el único en ganar títulos mundiales en tres categorías diferentes), dos veces Campeón Mundial de la IBJJF en no-gi y un cuatro veces Campeón del Invitacional de Eddie Bravo. Ryan estuvo firmado con ONE Championship entre 2021 y 2022.

## Primeros años
Gordon F. Ryan III nació el 8 de julio de 1995 en Monroe, Nueva Jersey. Comenzó en grappling a la edad de 15 años, bajo la tutela de Miguel Benitez antes de entrenar con John Danaher, Tom DeBlass y Garry Tonon. Ryan comenzó a competir y ganó el Campeonato Mundial de la IBJJF en No-Gi siendo cinturón marrón. Ryan informó estar sufriendo una condición estomacal no diagnosticada por muchos años hasta abril de 2019, cuando fue finalmente diagnosticado con Helicobacter pylori.

## Carrera competitiva
Luego de un espectacular transcurso de 6 meses como cinturón marrón, en el que Ryan ganó importantes torneos como el Newaza Challenge y el Campeonato Mundial, Ryan recibió su cinturón negro por Garry Tonon en febrero de 2016 en una ceremonia que contó con la presencia de Tom deBlass, Ricardo Almeida y John Danaher, quien también compartió la responsabilidad de la promoción al nuevo cinturón.

### EBI 6
El 24 de abril de 2016, Ryan ganó el Campeonato Invitacional de Eddie Bravo, derrotando al campeón mundial Yuri Simões y el destacado grappler Rustam Chsiev en el transcurso. Ryan luego enfrentó al grappler estadounidense Keenan Cornelius en un combate sin límite de tiempo, con sólo la sumisión como vía de victoria, en el que Ryan fue capaz de sorprender y someter a Cornelius por medio de un heel hook.

### ADCC 2017
En septiembre de 2017 Ryan compitió en ADCC World Championship. Consiguiendo el oro en la categoría de 88 kg, derrotando a Dillon Danis, Romulo Barral, Xande Ribeiro y Keenan Cornelius. Ryan consiguió el segundo lugar en la categoría de peso absoluto, sometiendo a todos sus oponentes hasta llegar a la final, en la que perdería contra Felipe Pena.
Ryan ganaría otro Invitacional de Eddie Bravo y derrotaría a Yuri Simões en una súper pelea en Kasai Pro para cerrar el 2017.
En septiembre de 2018, Ryan compitió en el campeonato panamericano de la IBJJF en no-gi, ganando los campeonatos de su división y también los de la división de peso absoluto, todas victorias conseguidas por sumisión. Ryan lideró al Team Alpha Male en el Torneo Quintet de 2018, Quintet 3. Sus victorias por sumisión contra Craig Jones y Vítor Ribeiro hicieron que su equipo consiguiera la victoria en el torneo. 

### Campeonato Mundial de la IBJJF 2018
En diciembre de 2018, Ryan participó en el campeonato mundial de la IBJJF, tanto en la división de +97.5 kg como en peso absoluto. Durante el transcurso del torneo de 97.5 kg, Ryan enfrentó en una revancha al condecorado, Roberto "Cyborg" Abreu (cuya primera pelea terminó con Ryan ganando por heel hook). Abreu fue ampliamente criticado por emplear cachetadas ilegales en múltiples ocasiones durante el combate, que llevarían en última instancia al réferi a descalificarlo, dándole a Ryan la victoria. A pesar de esta controversial pelea, Ryan ganó el campeonato de 97.5 kg y el campeonato de peso absoluto, coronándose doble campeón de la IBJJF de 2018.
En 2019 Gordon Ryan compitió en una súper pelea contra Joao Gabriel Rocha en KASAI Super Series en Dallas, Texas. Gordon ganaría la pelea, pero durante un intercambio en el que Ryan estaba intentando un heel su rodilla se salió de sitio, desgarrándose el ligamento lateral externo. Esta lesión dejaría a Ryan sin competir por 5 meses.

### Accidente y ADCC 2019
En septiembre de 2019 sufrió un accidente con una de sus bicicletas motorizadas. La llanta se pinchó y Ryan decidió llevar la bicicleta en sus hombros. Al levantar la bicicleta el acelerador se atascó y succionó su mano entre la llanta y el guardafango, dejando a Ryan compitiendo en ADCC con una mano fuertemente vendada y lesionada. A pesar de la lesión, Ryan ganó el oro en la división de –99 kg. Ryan venció a Ben Hodgkinson, Tim Spriggs, Lucas Barbosa y a Vinicius Ferreira. Ryan se trasladaría a la división de peso absoluto de donde conseguiría el oro luego de derrotar a Pedro Marinho, Garry Tonon, Lachlan Giles y Marcus Almeida.
Ryan fue forzado a retirarse de una súper pelea pactada para el 31 de julio de 2020 luego de contrer COVID-19. El 2 de octubre de 2020, Ryan enfrentó al también Campeón de ADCC de 2019, Matheus Diniz, derrotándolo por heel hook en aproximadamente 30 minutos del combate sin tiempo límite.

### Disolución del Danaher Death Squad y fundación de New Wave Jiu-Jitsu
En julio de 2021, se anunció que el Danaher Death Squad se había disuelto y que Ryan abriría su propia academia en Austin, Texas. Dicha academia fue nombrada New Wave Jiu-Jitsu, contando con destacables grapplers como Garry Tonon, Oliver Taza, Giancarlo Bodoni, Luke Griffith y Dan Manasaoui, al igual que el Danaher Death Squad, la nueva academia cuenta con el liderazgo de John Danaher.

### Ryan vs. Couch
Luego de casi 1 año de su último combate, Ryan volvió a competir tras mejorar su condición estomacal, enfrentando a Jacob Couch en una súper pelea en Who's Number One, el 25 de marzo de 2022. Ganó el combate por sumisión (presión).

### Ryan vs. Pena 3
Ryan enfrentó a Felipe Pena por tercera vez en su carrera en un combate sin límite de tiempo en Who's Number One, el 7 de agosto de 2022. Luego de más de 44 minutos de pelea, Pena señaló al réferi que se retiraba, por lo que Ryan fue declarado el ganador por sumisión.

### ADCC 2022
Ryan compitió en el ADCC 2022, siendo el primer grappler en la historia de ADCC en competir tanto en una categoría como en súper pelea en el mismo evento. Haciendo su debut en la categoría de +99 kg, Ryan entró como un fuerte favorito para ganar el torneo en -400. Ryan enfrentó al filandés Heikki Jussila en los octavos de final del torneo de +99 kg, venciéndolo por rear naked choke. En los cuartos de final, Ryan venció al brasileño Victor Hugo por puntos (8–0). Enfrentó a Roosevelt Sousa en las semifinales del torneo, sometiéndolo en sólo 11 segundos con un heel hook. Ryan enfrentó a su excompañero de entrenamiento, Nick Rodriguez, en la final del torneo de +99 kg. Ganó el combate en menos de 3 minutos por medio de un heel hook, convirtiéndose en el nuevo Campeón Mundial de +99 kg de ADCC, un cuatro veces Campeón Mundial de ADCC y el único grappler en la historia de ADCC en ganar Campeonatos Mundiales en tres categorías diferentes. Ryan finalmente enfrentó a la leyenda del jiu-jitsu brasileño, André Galvao, en la súper pelea del evento. Ryan ganó la súper pelea del 2022 venciendo a Galvao por sumisión (rear naked choke) cerca de 4 minutos antes del término del combate para ganar su quinto título mundial de ADCC, estando 12 puntos arriba del brasileño en el marcador en el momento de la sumisión.

### ONE Championship (2021–2022)
E 22 de marzo de 2021, el CEO de ONE Championship Chatri Sityodtong confirmó que Ryan habría firmado un contrato con la promoción para competir en grappling, y en artes marciales mixtas si él así lo quería. Se esperaba que Ryan hiciera su debut en la promoción en un combate de grappling contra el múltiples veces Campeón Mundial de Peso Ligero (MMA) Shinya Aoki el 27 de agosto de 2021. Ryan anunció el 21 de mayo que se retiraría momentáneamente del deporte debido a su Gastroparesis, condición que había empeorado durante los años.
El 1 de octubre de 2022, se reveló que Ryan ya no estaba bajo contrato con ONE Championship, marcando su separación con la promoción sin haber debutado.

### UFC Fight Pass Invitational 3
El 22 de octubre de 2022, se anunció que Ryan enfrentaría a Vinny Magalhães en el UFC Fight Pass Invitational 3, el 15 de diciembre de 2022. El 14 de diciembre, se anunció que Magalhães se había retirado de la pelea por problemas médicos y fue reemplazado por Nick Rodriguez. Ryan ganó la pelea en tiempo extra por escape más rápido.

### Ryan vs. Pena 4
En enero de 2023, Ryan anunció que había firmado un contrato de 7 cifras de múltiples peleas con FloSports.
Ryan estaba programado para enfrentar a Felipe Pena por cuarta vez en su carrera en Who's Number One, el 25 de febrero de 2023. Previo al combate, se anunció que Ryan había firmado un nuevo contrato sin exclusividad de 7 cifras y múltiples peleas para competir en Who's Number One. Sin embargo, días antes del evento se anunció que Ryan se había retirado del evento por problemas de salud, y fue reemplazado por Nick Rodriguez.
Ryan no compitió en la primera mitad de 2023 y reveló el 22 de mayo que esto fue debido a una serio caso de faringitis estreptocócica que fue resistente a la lenicilina y tuvo que someterse a una amigdalectomía.
Ryan anunció que regresaría a competir el 1 de octubre de 2023, cuando defendió su título de peso pesado de Who's Number One contra Patrick Gaudio en WNO 20: Night of Champions. Ganó la pelea por armbar, como lo había predicho en su caja misteriosa.
Ryan estaba programado para defender su título de peso pesado contra Lucas Barbosa el 30 de noviembre de 2023, en Who's Number One 21: Ryan v Barbosa.
Ryan estaba programado para enfrentarse a Mason Fowler el 9 de diciembre de 2023, en el evento estelar de UFC Fight Pass Invitational 5. Sin embargo, Ryan sufrió una lesión de costilla que lo obligó a retirarse tanto de este combate como del otro que tenía programado.

### 2024
Ryan enfrentó a Josh Saunders el 20 de junio de 2024, en WNO 2024. Ganó la pelea por heel hook.
Ryan enfrentó a Yuri Simões en una superpelea en el ADCC 2024, además se anunció que competiría en una segunda superpelea contra Felipe Pena en el mismo evento. Ryan ganó la primera superpelea contra Pena 2-0 en puntos, y ganó la segunda superpelea contra Simoes 21-0 en puntos.

## Vida personal
Gordon es el hermano mayor de Nicky Ryan, otro exitoso grappler de sumisión.

## Linaje de instrucción
A través de Garry Tonon.
- Kano Jigoro → Tomita Tsunejiro → Mitsuyo "Conde Koma" Maeda → Carlos Gracie Sr. → Hélio Gracie → Rolls Gracie → Carlos Gracie Jr. → Renzo Gracie → Ricardo Almeida → Tom DeBlass → Garry Tonon → Gordon Ryan

A través de John Danaher.
- Kano Jigoro → Tomita Tsunejiro → Mitsuyo Maeda → Carlos Gracie Sr. → Hélio Gracie → Rolls Gracie → Carlos Gracie Jr. → Renzo Gracie → John Danaher → Gordon Ryan

## Controversias
Ryan ha incurrido en numerosas disputas públicas con otros grapplers, incluyendo un incidente ocurrido el 13 de octubre de 2020, cuando reveló conversaciones privadas entre él y Felipe Pena sobre una potencial trilogía. Luego de esto, el 29 de noviembre de 2020, acusó al también medallista de ADCC de 2019 Lachlan Giles, de usar sustancias prohibidas para mejorar el rendimiento luego de que Giles compartiera su opinión sobre que aquellos que hayan ganado títulos usando sustancias prohibidas deberían renunciar a esos títulos. En enero de 2021, Ryan también tuvo un roce con varios miembros de ATOS en redes sociales, incluyendo al fundador y entrenador en jefe André Galvao, previo al combate en el ADCC 2022.
Luego de que su compañero, Craig Jones, venciera al representante de ATOS, Ronaldo Júnior, en Who's Number One el 26 de febrero de 2021, Ryan intentó estrechar la mano de André Galvao, pero este último respondería insultándolo y dándole el dedo del medio. Galvao luego confrontó a Ryan detrás de escenas y surgió material visual de ambos intercambiando acaloradas palabras. Galvao empujó a Ryan, a lo cual Ryan respondió abofeteando a Galvao dos veces. Varios competidores y personal del evento tuvieron que intervenir para calmar la situación. La declaración pública emitida por Ryan luego del incidente no expresó ningún remordimiento por lo sucedido y, en cambio, aprovechó para criticar tanto a André Galvao como a varios miembros de ATOS.

### Posible combate contra los hermanos Ruotolo
En octubre de 2022, el medallista de bronce de ADCC de 2022 Tye Ruotolo (hermano gemelo del medallista de oro de ADCC de 2022 Kade Ruotolo) hizo un comentario a través de Instagram retando a Ryan a un combate sin límite de tiempo. Ryan respondió planteando que Ruotolo apostara su bono de $50.000 de ONE Championship y él apostaría $100.000 en un combate sin límite de tiempo. Durante el intercambio de palabras con Ruotolo, Ryan ridiculizó a Ruotolo por haber perdido contra Josh Hinger en la primera ronda del torneo de –77 kg del ADCC 2022, al que consideró "discutiblemente el peor grappler de todos los tiempos". Luego de esto, lanzó un desafío a ambos hermanos Ruotolo, planteando combates sin límite de tiempo contra ambos hermanos, de manera consecutiva, en el orden que ellos escogieran, y en el que ellos apostarían los $100.000 de sus bonos Actuación de la Noche de ONE y Ryan apostaría $200.000. Por ahora, ninguno de los hermanos Ruotolo ha respondido el desafío planteado por Ryan.

## Campeonatos y logros
| 2022 - 'Grappler del Año (No Gi)' en los Premios de Jitsmagazine BJJ - UFC Fight Pass Invitational 3 (Súper pelea) - Campeonato Mundial de ADCC 2022 (Súper pelea) - Campeonato Mundial de ADCC 2022 (+99 kg) - Who's Number One (Súper pelea) - Who's Number One (Súper pelea) - Who's Number One (Súper pelea) 2021 - Who's Number One (Súper pelea) - Who's Number One (Súper pelea) 2020 - Third Coast Grappling: Kumite IV (Súper pelea) - Who's Number One (Súper pelea) - Grappling Industries: Arnold Classic (Absoluto) - BJJ Fanatics (Súper pelea) - Sub Stars (Súper pelea) 2019 - Submission Underground 10 (Súper pelea) - Quintet Ultra (Súper pelea) - Third Coast Grappling 3 (Súper pelea) - World Jiu-Jitsu Festival (Súper pelea) - Campeonato Mundial de ADCC 2019 (Absoluto) - Campeonato Mundial de ADCC 2019 (–99 kg) - Kinektic 1 (con el equipo BJJ Fanatics) - Kasai Super Series 1 (Súper pelea) 2018 - Campeonato Mundial de la BJJF en Nogi (Cinturón Negro Absoluto) - Campeonato Mundial de la IBJJF en Nogi (Cinturón Negro +97.5 kg) - Quintet 3 (con el Team Alpha Male) - IBJJF Pan Nogi (Cinturón Negro Absoluto) - IBJJF Pan Nogi (Cinturón Negro +97.5 kg) 2017 - Kasai Pro (Súper pelea) - Invitacional de Eddie Bravo 14 (Absoluto) - Metamoris 8 (Súper pelea) - Campeonato Mundial de ADCC 2017 (Absoluto) - Campeonato Mundial de ADCC 2017 (–88 kg) - Grappling Industries (Absoluto) - Fight2Win 34 (Súper pelea) - Fight2Win 30 (Súper pelea) | - Invitacional de Eddie Bravo 11 (–170 lbs) - Submission Underground 3 (Súper pelea) - Sapteiro 6 (Absoluto) 2016 - Sapteiro 5 (Súper pelea) - Invitacional de Eddie 8 (–185 lbs) - Grappling Industries (Súper pelea) - Invitacional de Eddie Bravo 6 (Absoluto) - Portland Sunday Open (Absoluto) - Onnit Invitational 2 (Súper pelea) - Goodfight Pro 2 (–77 kg) - Sapteiro 1 (Absoluto) - Grappling Industries Montreal (Absoluto) 2015 - Goodfight All-Star (–170 lbs) - Campeonato Mundial de la IBJJF (Cinturón Marrón –73.5 kg) - United Grappling Association: Fall Open (Súper pelea) - Newaza Challenge (Absoluto) - United Grappling Association: Summer Open (Súper pelea) - Grapplers Quest: All-Star (–185 lbs) - Kumite Classic (Absoluto) - Kumite Classic (–185 lbs) - Campeonato Norteamericano de ADCC (–88 kg) - NAGA World Championship (Gi Purple Belt –170 lbs) - NAGA World Championship (Expert Nogi –170 lbs) - United Grappling Association: Spring Open (Súper pelea) 2014 - Campeonato Norteamericano de ADCC (–88 kg) - PGL XI (Súper pelea) - PGL IV (–155 lbs) 2013 - AGL 4 (Absoluto) - AGL 4 (–155 lbs) - AGL 3 (Súper pelea) 2012 - Grapplers Quest: World Championship (Novato –160 lbs) - Grapplers Quest: Beast from the East (Adolescente en Gi –170 lbs) - Grapplers Quest: Beast from the East (Adolescente en Nogi –170 lbs) 2011 - Grapplers Quest: World Championship (Adolescente –170 lbs) |

## Récord en grappling de sumisión
| Récord profesional | Récord profesional | Récord profesional |
| 169 peleas         | 157 victorias      | 9 derrotas         |
| ------------------ | ------------------ | ------------------ |
| Sumisión           | 130                | 1                  |
| Decisión           | 25                 | 8                  |
| Descalificación    | 2                  | 0                  |
| Empate             | 3                  | 3                  |

| Resultado | Récord  | Oponente              | Método                             | Evento                                          | División   | Tipo | Fecha                    | Localización                  |
| --------- | ------- | --------------------- | ---------------------------------- | ----------------------------------------------- | ---------- | ---- | ------------------------ | ----------------------------- |
| Victoria  | 156–9–3 | Yuri Simões           | Puntos (21–0)                      | ADCC 2024                                       | Superfight | Nogi | 18 de agosto de 2024     | Las Vegas, NV                 |
| Victoria  | 156–9–3 | Felipe Pena           | Puntos (2–0)                       | ADCC 2024                                       | Superfight | Nogi | 17 de agosto de 2024     | Las Vegas, NV                 |
| Victoria  | 155–9–3 | Josh Saunder          | Sumisión (heel hook)               | Who's Number One 24                             | Superfight | Nogi | 20 de junio de 2024      | Austin, TX                    |
| Victoria  | 154–9–3 | Patrick Gaudio        | Sumisión (armbar)                  | Who's Number One 20: Night Of Champions         | Superfight | Nogi | 1 de octubre de 2023     | Houston, TX                   |
| Victoria  | 153–9–3 | Nick Rodriguez        | Escape más rápido                  | UFC Fight Pass Invitational 3                   | Superfight | Nogi | 15 de diciembre de 2022  | Las Vegas, NV                 |
| Victoria  | 152–9–3 | André Galvao          | Sumisión (rear naked choke)        | ADCC 2022                                       | Superfight | Nogi | 18 de septiembre de 2022 | Las Vegas, NV                 |
| Victoria  | 151–9–3 | Nick Rodriguez        | Sumisión (heel hook)               | ADCC 2022                                       | +99 kg     | Nogi | 18 de septiembre de 2022 | Las Vegas, NV                 |
| Victoria  | 150–9–3 | Roosevelt Sousa       | Sumisión (heel hook)               | ADCC 2022                                       | +99 kg     | Nogi | 18 de septiembre de 2022 | Las Vegas, NV                 |
| Victoria  | 149–9–3 | Victor Hugo           | Puntos (8–0)                       | ADCC 2022                                       | +99 kg     | Nogi | 17 de septiembre de 2022 | Las Vegas, NV                 |
| Victoria  | 148–9–3 | Heikki Jussila        | Sumisión (rear naked choke)        | ADCC 2022                                       | +99 kg     | Nogi | 17 de septiembre de 2022 | Las Vegas, NV                 |
| Victoria  | 147–9–3 | Felipe Pena           | Sumisión (forfeit)                 | Who's Number One                                | Superfight | Nogi | 7 de agosto de 2022      | Frisco, TX                    |
| Victoria  | 146–9–3 | Pedro Marinho         | Sumisión (rear naked choke)        | Who's Number One                                | Superfight | Nogi | 14 de julio de 2022      | Austin, TX                    |
| Victoria  | 145–9–3 | Jacob Couch           | Sumisión (presión)                 | Who's Number One                                | Superfight | Nogi | 25 de marzo de 2022      | Frisco, TX                    |
| Victoria  | 144–9–3 | Vagner Rocha          | Sumisión (reverse triangle choke)  | Who's Number One                                | Superfight | Nogi | 26 de marzo de 2021      | Austin, TX                    |
| Victoria  | 143–9–3 | Roberto Jiménez       | Sumisión (armbar)                  | Who's Number One                                | Superfight | Nogi | 26 de febrero de 2021    | Austin, TX                    |
| Victoria  | 142–9–3 | Matheus Diniz         | Sumisión (heel hook)               | Who's Number One                                | Superfight | Nogi | 2 de octubre de 2020     | Austin, TX                    |
| Victoria  | 141–9–3 | Brian Marvin          | Sumisión (rear naked choke)        | Third Coast Grappling: Kumite IV                | Superfight | Nogi | 11 de julio de 2020      | Dallas, TX                    |
| Victoria  | 140–9–3 | Kyle Boehm            | Sumisión (crooked armbar)          | Who's Number One                                | Superfight | Nogi | 5 de junio de 2020       | Beverly, MA                   |
| Victoria  | 139–9–3 | David Newton          | Sumisión (rear naked choke)        | Grappling Industries: Arnold Classic            | Absoluta   | Nogi | 7 de marzo de 2020       | Columbus, OH                  |
| Victoria  | 138–9–3 | Abraham Hall          | Sumisión (side triangle)           | Grappling Industries: Arnold Classic            | Absoluta   | Nogi | 7 de marzo de 2020       | Columbus, OH                  |
| Victoria  | 137–9–3 | Benjamin Dixon        | Sumisión (rear naked choke)        | Grappling Industries: Arnold Classic            | Absoluta   | Nogi | 7 de marzo de 2020       | Columbus, OH                  |
| Victoria  | 136–9–3 | Chad Allen            | Sumisión (armbar)                  | Grappling Industries: Arnold Classic            | Absoluta   | Nogi | 7 de marzo de 2020       | Columbus, OH                  |
| Victoria  | 135–9–3 | Austin Tracy          | Sumisión (rear naked choke)        | Grappling Industries: Arnold Classic            | Absoluta   | Nogi | 7 de marzo de 2020       | Columbus, OH                  |
| Victoria  | 134–9–3 | Pat Downey            | Sumisión (power half nelson)       | BJJ Fanatics                                    | Superfight | Nogi | 29 de febrero de 2020    | Beverly, MA                   |
| Victoria  | 133–9–3 | Aaron Johnson         | Sumisión (arm-triangle choke)      | Sub Stars                                       | Superfight | Nogi | 21 de febrero de 2020    | Miami, FL                     |
| Victoria  | 132–9–3 | Gabriel Gonzaga       | Sumisión (heel hook)               | Submission Underground 10                       | Superfight | Nogi | 22 de diciembre de 2019  | Portland, OR                  |
| Victoria  | 131–9–3 | Aleksei Oleinik       | Sumisión (kneebar)                 | Quintet Ultra                                   | Superfight | Nogi | 12 de diciembre de 2019  | Las Vegas, NV                 |
| Victoria  | 130–9–3 | Bo Nickal             | Sumisión (triangle choke)          | Third Coast Grappling 3                         | Superfight | Nogi | 7 de diciembre de 2019   | Houston, TX                   |
| Victoria  | 129–9–3 | Rousimar Palhares     | Decisión del Réferi                | World Jiu-Jitsu Festival                        | Superfight | Nogi | 6 de octubre de 2019     | Long Beach, CA                |
| Victoria  | 128–9–3 | Marcus Almeida        | Puntos negativos (0–1)             | ADCC 2019                                       | Absoluta   | Nogi | 29 de septiembre de 2019 | Anaheim, CA                   |
| Victoria  | 127–9–3 | Lachlan Giles         | Sumisión (rear naked choke)        | ADCC 2019                                       | Absoluta   | Nogi | 29 de septiembre de 2019 | Anaheim, CA                   |
| Victoria  | 126–9–3 | Garry Tonon           | Sumisión (rear naked choke)        | ADCC 2019                                       | Absoluta   | Nogi | 29 de septiembre de 2019 | Anaheim, CA                   |
| Victoria  | 125–9–3 | Pedro Marinho         | Sumisión (heel hook)               | ADCC 2019                                       | Absoluta   | Nogi | 29 de septiembre de 2019 | Anaheim, CA                   |
| Victoria  | 124–9–3 | Vinicius Gazola       | Sumisión (rear naked choke)        | ADCC 2019                                       | –99 kg     | Nogi | 29 de septiembre de 2019 | Anaheim, CA                   |
| Victoria  | 123–9–3 | Lucas Barbosa         | Puntos (3–0)                       | ADCC 2019                                       | –99 kg     | Nogi | 29 de septiembre de 2019 | Anaheim, CA                   |
| Victoria  | 122–9–3 | Tim Spriggs           | Sumisión (rear naked choke)        | ADCC 2019                                       | –99 kg     | Nogi | 28 de septiembre de 2019 | Anaheim, CA                   |
| Victoria  | 121–9–3 | Ben Hodgkinson        | Sumisión (rear naked choke)        | ADCC 2019                                       | –99 kg     | Nogi | 28 de septiembre de 2019 | Anaheim, CA                   |
| Victoria  | 120–9–3 | Guilherme Vasconcelos | Sumisión (guillotine choke)        | Kinektic 1                                      | Absoluta   | Nogi | 16 de agosto de 2019     | Anaheim, CA                   |
| Victoria  | 119–9–3 | Rafael Domingos       | Sumisión (rear naked choke)        | Kinektic 1                                      | Absoluta   | Nogi | 16 de agosto de 2019     | Anaheim, CA                   |
| Victoria  | 118–9–3 | Gabriel Checco        | Sumisión (kimura)                  | Kinektic 1                                      | Absoluta   | Nogi | 16 de agosto de 2019     | Anaheim, CA                   |
| Victoria  | 117–9–3 | João Gabriel Rocha    | Puntos (1–0)                       | Kasai Super Series 1                            | Superfight | Nogi | 2 de febrero de 2019     | Dallas, TX                    |
| Victoria  | 116–9–3 | Yuri Simões           | Advantages                         | IBJJF Nogi World Championship (cinturón negro)  | Absoluta   | Nogi | 16 de diciembre de 2018  | Anaheim, CA                   |
| Victoria  | 115–9–3 | Roberto Abreu         | Descalificación                    | IBJJF Nogi World Championship (cinturón negro)  | +97.5 kg   | Nogi | 16 de diciembre de 2018  | Anaheim, CA                   |
| Victoria  | 114–9–3 | Yuri Simões           | Puntos (11–0)                      | IBJJF Nogi World Championship (cinturón negro)  | +97.5 kg   | Nogi | 16 de diciembre de 2018  | Anaheim, CA                   |
| Victoria  | 113–9–3 | Jackson Souza         | Sumisión (rear naked choke)        | IBJJF Nogi World Championship (cinturón negro)  | Absoluta   | Nogi | 15 de diciembre de 2018  | Anaheim, CA                   |
| Victoria  | 112–9–3 | Patrick Gaudio        | Decisión del Réferi                | IBJJF Nogi World Championship (cinturón negro)  | Absoluta   | Nogi | 15 de diciembre de 2018  | Anaheim, CA                   |
| Victoria  | 111–9–3 | Vegard Randeberg      | Sumisión (rear naked choke)        | IBJJF Nogi World Championship (cinturón negro)  | Absoluta   | Nogi | 15 de diciembre de 2018  | Anaheim, CA                   |
| Victoria  | 110–9–3 | Khalil Fadlallah      | Sumisión (rear naked choke)        | IBJJF Nogi World Championship (cinturón negro)  | Absoluta   | Nogi | 15 de diciembre de 2018  | Anaheim, CA                   |
| Victoria  | 109–9–3 | Evaggelos Moumtzis    | Sumisión (armbar)                  | IBJJF Nogi World Championship (cinturón negro)  | +97.5 kg   | Nogi | 15 de diciembre de 2018  | Anaheim, CA                   |
| Empate    | 108–9–3 | Gregor Gracie         | Empate                             | Quintet 3                                       | Absoluta   | Nogi | 5 de octubre de 2018     | Las Vegas, NV                 |
| Victoria  | 108–9–2 | Vítor Ribeiro         | Sumisión (armbar)                  | Quintet 3                                       | Absoluta   | Nogi | 5 de octubre de 2018     | Las Vegas, NV                 |
| Victoria  | 107–9–2 | Craig Jones           | Sumisión (rear naked choke)        | Quintet 3                                       | Absoluta   | Nogi | 5 de octubre de 2018     | Las Vegas, NV                 |
| Empate    | 106–9–2 | Roberto Satoshi       | Empate                             | Quintet 3                                       | Absoluta   | Nogi | 5 de octubre de 2018     | Las Vegas, NV                 |
| Victoria  | 106–9–1 | Marcos Souza          | Sumisión (rear naked choke)        | Quintet 3                                       | Absoluta   | Nogi | 5 de octubre de 2018     | Las Vegas, NV                 |
| Victoria  | 105–9–1 | Josh Barnett          | Sumisión (triangle choke)          | Quintet 3                                       | Absoluta   | Nogi | 5 de octubre de 2018     | Las Vegas, NV                 |
| Victoria  | 104–9–1 | Kaynan Duarte         | Sumisión (rear naked choke)        | IBJJF Pan Nogi (cinturón negro)                 | Absoluta   | Nogi | 15 de septiembre de 2018 | New York City, NY             |
| Victoria  | 103–9–1 | Max Gimenis           | Sumisión (rear naked choke)        | IBJJF Pan Nogi (cinturón negro)                 | Absoluta   | Nogi | 15 de septiembre de 2018 | New York City, NY             |
| Victoria  | 102–9–1 | Max Gimenis           | Sumisión (rear naked choke)        | IBJJF Pan Nogi (cinturón negro)                 | +97.5 kg   | Nogi | 15 de septiembre de 2018 | New York City, NY             |
| Victoria  | 101–9–1 | Charles McGuire       | Sumisión (kimuroplata)             | IBJJF Pan Nogi (cinturón negro)                 | +97.5 kg   | Nogi | 15 de septiembre de 2018 | New York City, NY             |
| Derrota   | 100–9–1 | Vinny Magalhães       | Puntos (0–5)                       | ACB JJ 13                                       | Superfight | Nogi | 4 de mayo de 2018        | Long Beach, CA                |
| Victoria  | 100–8–1 | Yuri Simões           | Sumisión (rear naked choke)        | Kasai Pro 1                                     | Superfight | Nogi | 9 de diciembre de 2017   | Brooklyn, NY                  |
| Victoria  | 99–8–1  | Craig Jones           | Sumisión (rear naked choke)        | EBI 14                                          | Absoluta   | Nogi | 3 de diciembre de 2017   | Los Angeles, CA               |
| Victoria  | 98–8–1  | Casey Hellenberg      | Sumisión (rear naked choke)        | EBI 14                                          | Absoluta   | Nogi | 3 de diciembre de 2017   | Los Angeles, CA               |
| Victoria  | 97–8–1  | Patrick Donabedian    | Sumisión (armbar)                  | EBI 14                                          | Absoluta   | Nogi | 3 de diciembre de 2017   | Los Angeles, CA               |
| Victoria  | 96–8–1  | Dan Borovic           | Sumisión (heel hook)               | EBI 14                                          | Absoluta   | Nogi | 3 de diciembre de 2017   | Los Angeles, CA               |
| Victoria  | 95–8–1  | Ralek Gracie          | Sumisión (reverse triangle choke)  | Metamoris 8                                     | Superfight | Nogi | 26 de noviembre de 2017  | Los Angeles, CA               |
| Derrota   | 94–8–1  | Felipe Pena           | Puntos (0–6)                       | ADCC 2017                                       | Absoluta   | Nogi | 24 de septiembre de 2017 | Espoo                         |
| Victoria  | 94–7–1  | Mahamed Aly           | Sumisión (heel hook)               | ADCC 2017                                       | Absoluta   | Nogi | 24 de septiembre de 2017 | Espoo                         |
| Victoria  | 93–7–1  | Craig Jones           | Sumisión (arm-triangle choke)      | ADCC 2017                                       | Absoluta   | Nogi | 24 de septiembre de 2017 | Espoo                         |
| Victoria  | 92–7–1  | Roberto Abreu         | Sumisión (heel hook)               | ADCC 2017                                       | Absoluta   | Nogi | 24 de septiembre de 2017 | Espoo                         |
| Victoria  | 91–7–1  | Keenan Cornelius      | Sumisión (guillotine choke)        | ADCC 2017                                       | –88 kg     | Nogi | 24 de septiembre de 2017 | Espoo                         |
| Victoria  | 90–7–1  | Alexandre Ribeiro     | Decisión del Réferi                | ADCC 2017                                       | –88 kg     | Nogi | 24 de septiembre de 2017 | Espoo                         |
| Victoria  | 89–7–1  | Romulo Barral         | Sumisión (rear naked choke)        | ADCC 2017                                       | –88 kg     | Nogi | 23 de septiembre de 2017 | Espoo                         |
| Victoria  | 88–7–1  | Dillon Danis          | Decisión del Réferi                | ADCC 2017                                       | –88 kg     | Nogi | 23 de septiembre de 2017 | Espoo                         |
| Victoria  | 87–7–1  | Devhonte Johnson      | Sumisión (rear naked choke)        | Grappling Industries                            | Absoluta   | Nogi | 19 de agosto de 2017     | New York City, NY             |
| Victoria  | 86–7–1  | Aaron Johnson         | Sumisión (reverse triangle choke)  | Grappling Industries                            | Absoluta   | Nogi | 19 de agosto de 2017     | New York City, NY             |
| Victoria  | 85–7–1  | Mladen Jokmanovic     | Sumisión (kimura)                  | Grappling Industries                            | Absoluta   | Nogi | 19 de agosto de 2017     | New York City, NY             |
| Victoria  | 84–7–1  | Elliot Kelly          | Sumisión (triangle armbar)         | Fight2Win Pro 34                                | Superfight | Nogi | 12 de mayo de 2017       | Denver, CO                    |
| Derrota   | 83–7–1  | Leandro Lo            | Puntos (0–4)                       | ADCC West Coast Trials                          | Superfight | Nogi | 15 de abril de 2017      | Los Angeles, CA               |
| Victoria  | 83–6–1  | Lucas Barbosa         | Decisión del Réferi                | Fight2Win Pro 30                                | Superfight | Nogi | 8 de abril de 2017       | Municipio de Berkeley, NJ     |
| Victoria  | 82–6–1  | Vagner Rocha          | Sumisión (rear naked choke)        | EBI 11                                          | –170 lbs   | Nogi | 6 de marzo de 2017       | Los Angeles, CA               |
| Victoria  | 81–6–1  | Marcel Gonçalves      | Sumisión (rear naked choke)        | EBI 11                                          | –170 lbs   | Nogi | 6 de marzo de 2017       | Los Angeles, CA               |
| Victoria  | 80–6–1  | Chris Mckarski        | Sumisión (guillotine choke)        | EBI 11                                          | –170 lbs   | Nogi | 6 de marzo de 2017       | Los Angeles, CA               |
| Victoria  | 79–6–1  | Jean-Paul Lebosnoyani | Sumisión (rear naked choke)        | EBI 11                                          | –170 lbs   | Nogi | 6 de marzo de 2017       | Los Angeles, CA               |
| Victoria  | 78–6–1  | Joe Baize             | Sumisión (reverse triangle choke)  | Submission Underground 3                        | Superfight | Nogi | 29 de enero de 2017      | Portland, OR                  |
| Victoria  | 77–6–1  | Matthew Tesla         | Sumisión (reverse triangle choke)  | Sapateiro 6                                     | Absoluta   | Nogi | 21 de enero de 2017      | Tampa, FL                     |
| Victoria  | 76–6–1  | Jesseray Childrey     | Sumisión (rear naked choke)        | Sapateiro 6                                     | Absoluta   | Nogi | 21 de enero de 2017      | Tampa, FL                     |
| Victoria  | 75–6–1  | Antonio Carlos        | Sumisión (reverse triangle)        | Sapateiro 6                                     | Absoluta   | Nogi | 21 de enero de 2017      | Tampa, FL                     |
| Victoria  | 74–6–1  | Bryan Brown           | Sumisión (rear naked choke)        | Sapateiro 6                                     | Absoluta   | Nogi | 21 de enero de 2017      | Tampa, FL                     |
| Derrota   | 73–6–1  | Felipe Pena           | Sumisión (rear naked choke)        | Studio 540                                      | Superfight | Nogi | 17 de diciembre de 2016  | Solana Beach, CA              |
| Victoria  | 73–5–1  | Todd Mueckenheim      | Sumisión (kimura)                  | Grappling Industries Manhattan                  | Superfight | Nogi | 22 de octubre de 2016    | New York City, NY             |
| Victoria  | 72–5–1  | Kyle Griffin          | Sumisión (heel hook)               | EBI 8                                           | –185 lbs   | Nogi | 11 de septiembre de 2016 | Los Angeles, CA               |
| Victoria  | 71–5–1  | Josh Hayden           | Sumisión (rear naked choke)        | EBI 8                                           | –185 lbs   | Nogi | 11 de septiembre de 2016 | Los Angeles, CA               |
| Victoria  | 70–5–1  | Mike Hillebrand       | Sumisión (rear naked choke)        | EBI 8                                           | –185 lbs   | Nogi | 11 de septiembre de 2016 | Los Angeles, CA               |
| Victoria  | 69–5–1  | Matt Aroyo            | Sumisión (heel hook)               | EBI 8                                           | –185 lbs   | Nogi | 11 de septiembre de 2016 | Los Angeles, CA               |
| Victoria  | 68–5–1  | Keenan Cornelius      | Sumisión (heel hook)               | Grappling Industries                            | Superfight | Nogi | 13 de agosto de 2016     | New York City, NY             |
| Empate    | 67–5–1  | Vagner Rocha          | Empate                             | Sapateiro 2                                     | Superfight | Nogi | 11 de junio de 2016      | Bradenton, FL                 |
| Victoria  | 67–5    | Rustam Chsiev         | Sumisión (rear naked choke)        | EBI 6                                           | Absoluta   | Nogi | 24 de abril de 2016      | Los Angeles, CA               |
| Victoria  | 66–5    | Yuri Simões           | Sumisión (rear naked choke)        | EBI 6                                           | Absoluta   | Nogi | 24 de abril de 2016      | Los Angeles, CA               |
| Victoria  | 65–5    | Marcello Salazar      | Sumisión (kneebar)                 | EBI 6                                           | Absoluta   | Nogi | 24 de abril de 2016      | Los Angeles, CA               |
| Victoria  | 64–5    | Jacen Flynn           | Sumisión (rear naked choke)        | EBI 6                                           | Absoluta   | Nogi | 24 de abril de 2016      | Los Angeles, CA               |
| Victoria  | 63–5    | Nathan Orchard        | Sumisión (reverse triangle choke)  | Portland Sunday Open                            | Absoluto   | Nogi | 3 de abril de 2016       | Portland, OR                  |
| Victoria  | 62–5    | Joshua Bacallao       | Sumisión (heel hook)               | Portland Sunday Open                            | Absoluto   | Nogi | 3 de abril de 2016       | Portland, OR                  |
| Victoria  | 61–5    | James Partridge       | Sumisión (heel hook)               | Onnit Invitational 2                            | Superfight | Nogi | 24 de marzo de 2016      | Austin, TX                    |
| Derrota   | 60–5    | Todd Mueckenheim      | Decisión del Réferi                | Grappling Industries Manhattan                  | Absoluta   | Nogi | 13 de marzo de 2016      | New York City, NY             |
| Victoria  | 60–4    | Nick Panebianco       | Sumisión (rear naked choke)        | Grappling Industries Manhattan                  | Absoluta   | Nogi | 13 de marzo de 2016      | New York City, NY             |
| Victoria  | 59–4    | Harley Davis          | Sumisión (rear naked choke)        | Grappling Industries Manhattan                  | Absoluta   | Nogi | 13 de marzo de 2016      | New York City, NY             |
| Victoria  | 58–4    | Kevin Berbrich        | Sumisión (rear naked choke)        | Goodfight Pro 2                                 | –77 kg     | Nogi | 12 de marzo de 2016      | Langhorne, PA                 |
| Victoria  | 57–4    | Pat Sabatini          | Sumisión (heel hook)               | Goodfight Pro 2                                 | –77 kg     | Nogi | 12 de marzo de 2016      | Langhorne, PA                 |
| Victoria  | 56–4    | Enrico Cocco          | Sumisión (heel hook)               | Sapateiro 1                                     | Absoluta   | Nogi | 5 de marzo de 2016       | Bradenton, FL                 |
| Victoria  | 55–4    | PJ Barch              | Sumisión (kneebar)                 | Sapateiro 1                                     | Absoluta   | Nogi | 5 de marzo de 2016       | Bradenton, FL                 |
| Victoria  | 54–4    | Elliot Kelly          | Sumisión (reverse triangle armbar) | Sapateiro 1                                     | Absoluta   | Nogi | 5 de marzo de 2016       | Bradenton, FL                 |
| Victoria  | 53–4    | Ian Murray            | Sumisión (heel hook)               | Sapateiro 1                                     | Absoluta   | Nogi | 5 de marzo de 2016       | Bradenton, FL                 |
| Victoria  | 52–4    | Jordan Tabor          | Sumisión (heel hook)               | Interclub                                       | Superfight | Nogi | 13 de febrero de 2015    | Gaithersburg, MD              |
| Derrota   | 51–4    | Aaron Johnson         | Puntos                             | Grappling Industries Montreal                   | Absoluta   | Nogi | 6 de febrero de 2015     | Montreal, QC                  |
| Victoria  | 51–3    | Eric Chibuluzo        | Sumisión (footlock)                | Grappling Industries Montreal                   | Absoluta   | Nogi | 6 de febrero de 2015     | Montreal, QC                  |
| Victoria  | 50–3    | David Porter          | Sumisión (rear naked choke)        | Good Fight All-Star                             | –170 lbs   | Nogi | 4 de diciembre de 2015   | Brooklyn, NY                  |
| Victoria  | 49–3    | David Porter          | Sumisión (armbar)                  | Show the Art Finishers 1                        | –170 lbs   | Nogi | 15 de noviembre de 2015  | Municipio de Green Brook, NJ  |
| Victoria  | 48–3    | Jordan Stiner         | Sumisión (triangle choke)          | Show the Art Finishers 1                        | –170 lbs   | Nogi | 15 de noviembre de 2015  | Municipio de Green Brook, NJ  |
| Victoria  | 47–3    | Mattheus Lutes        | Sumisión (heel hook)               | Show the Art Finishers 1                        | –170 lbs   | Nogi | 15 de noviembre de 2015  | Municipio de Green Brook, NJ  |
| Victoria  | 46–3    | Jacob Ferreria        | Sumisión (toe hold)                | IBJJF Nogi World Championship (cinturón marrón) | –73.5 kg   | Nogi | 8 de noviembre de 2015   | Long Beach, CA                |
| Victoria  | 45–3    | Sylvio Duran          | Sumisión (rear naked choke)        | IBJJF Nogi World Championship (cinturón marrón) | –73.5 kg   | Nogi | 8 de noviembre de 2015   | Long Beach, CA                |
| Victoria  | 44–3    | Lucas Tobias          | Puntos (8–6)                       | IBJJF Nogi World Championship (cinturón marrón) | –73.5 kg   | Nogi | 8 de noviembre de 2015   | Long Beach, CA                |
| Victoria  | 43–3    | Devhonte Johnson      | Sumisión (heel hook)               | UGA: Fall Open                                  | Superfight | Nogi | 24 de octubre de 2015    | Lakewood, NJ                  |
| Victoria  | 42–3    | Stephen Martinez      | Sumisión (reverse triangle choke)  | Newaza Challenge                                | Absoluta   | Nogi | 13 de septiembre de 2015 | Pasadena, CA                  |
| Victoria  | 41–3    | Gabriel Arges         | Sumisión (heel hook)               | Newaza Challenge                                | Absoluta   | Nogi | 13 de septiembre de 2015 | Pasadena, CA                  |
| Victoria  | 40–3    | Noah Tillis           | Sumisión (heel hook)               | Newaza Challenge                                | Absoluta   | Nogi | 13 de septiembre de 2015 | Pasadena, CA                  |
| Victoria  | 39–3    | Gio Vasquez           | Sumisión (toe hold)                | Newaza Challenge                                | Absoluta   | Nogi | 13 de septiembre de 2015 | Pasadena, CA                  |
| Victoria  | 38–3    | Ivan Taylor           | Sumisión (heel hook)               | UGA: Summer Open                                | Superfight | Nogi | 27 de junio de 2015      | Lakewood, NJ                  |
| Victoria  | 37–3    | Dan Martinez          | Sumisión (heel hook)               | Grapplers Quest: All Star Pro                   | –185 lbs   | Nogi | 6 de junio de 2015       | Edison, NJ                    |
| Victoria  | 36–3    | Matt Aroyo            | Sumisión (heel hook)               | Grapplers Quest: All Star Pro                   | –185 lbs   | Nogi | 6 de junio de 2015       | Edison, NJ                    |
| Victoria  | 35–3    | Sean Spangler         | Sumisión (reverse triangle choke)  | Grapplers Quest: All Star Pro                   | –185 lbs   | Nogi | 6 de junio de 2015       | Edison, NJ                    |
| Victoria  | 34–3    | Steve Mowry           | Puntos (4–1)                       | Kumite Classic                                  | Absoluta   | Nogi | 23 de mayo de 2015       | Monroeville, PA               |
| Victoria  | 33–3    | Evan Mulgrave         | Sumisión (heel hook)               | Kumite Classic                                  | –185 lbs   | Nogi | 23 de mayo de 2015       | Monroeville, PA               |
| Victoria  | 32–3    | Todd Bevan            | Sumisión (reverse triangle choke)  | Kumite Classic                                  | –185 lbs   | Nogi | 23 de mayo de 2015       | Monroeville, PA               |
| Victoria  | 31–3    | Jon Correa            | Sumisión (reverse triangle choke)  | Kumite Classic                                  | –185 lbs   | Nogi | 23 de mayo de 2015       | Monroeville, PA               |
| Derrota   | 30–3    | Mike Perez            | Puntos                             | ADCC North American Championship                | –88 kg     | Nogi | 9 de mayo de 2015        | Coconut Creek, FL             |
| Victoria  | 30–2    | James Brasco          | Puntos (4–0)                       | ADCC North American Championship                | –88 kg     | Nogi | 9 de mayo de 2015        | Coconut Creek, FL             |
| Victoria  | 29–2    | Avery McPhatter       | Sumisión (rear naked choke)        | ADCC North American Championship                | –88 kg     | Nogi | 9 de mayo de 2015        | Coconut Creek, FL             |
| Victoria  | 28–2    | Damien Nitkin         | Puntos (5–0)                       | ADCC North American Championship                | –88 kg     | Nogi | 9 de mayo de 2015        | Coconut Creek, FL             |
| Victoria  | 27–2    | Stanley Rosa          | Sumisión (choke)                   | Naga World Championship                         | –170 lbs   | Gi   | 25 de abril de 2015      | Wildwood, NJ                  |
| Victoria  | 26–2    | Richard Semides       | Sumisión (reverse triangle choke)  | Naga World Championship                         | –170 lbs   | Gi   | 25 de abril de 2015      | Wildwood, NJ                  |
| Victoria  | 25–2    | Elon Hodge            | Sumisión (cloverleaf)              | Naga World Championship                         | –170 lbs   | Nogi | 25 de abril de 2015      | Wildwood, NJ                  |
| Victoria  | 24–2    | Scott Clymer          | Sumisión (heel hook)               | Naga World Championship                         | –170 lbs   | Nogi | 25 de abril de 2015      | Wildwood, NJ                  |
| Victoria  | 23–2    | Mickey Gall           | Puntos                             | Naga World Championship                         | –170 lbs   | Nogi | 25 de abril de 2015      | Wildwood, NJ                  |
| Victoria  | 22–2    | Jesse Stokes          | Sumisión (heel hook)               | UGA: Spring Open                                | Superfight | Nogi | 28 de marzo de 2015      | Municipio de West Windsor, NJ |
| Victoria  | 21–2    | Jason Rau             | Decisión del Réferi                | Gym Wars II                                     | Superfight | Gi   | 14 de marzo de 2015      | Stratford, NJ                 |
| Derrota   | 20–2    | Josh Hayden           | Puntos                             | ADCC North American Championship                | –88 kg     | Nogi | 13 de diciembre de 2014  | Nitro, WV                     |
| Victoria  | 20–1    | Jason Rau             | Sumisión (rear naked choke)        | PGL IX                                          | Superfight | Nogi | 29 de noviembre de 2014  | Stratford, NJ                 |
| Victoria  | 19–1    | James Gonzales        | Sumisión (kimura)                  | PGL IV                                          | –155 lbs   | Nogi | 17 de mayo de 2014       | Berlin, NJ                    |
| Victoria  | 18–1    | John Battle           | Puntos                             | PGL IV                                          | –155 lbs   | Nogi | 17 de mayo de 2014       | Berlin, NJ                    |
| Victoria  | 17–1    | Todd Levin            | Sumisión (heel hook)               | PGL IV                                          | –155 lbs   | Nogi | 17 de mayo de 2014       | Berlin, NJ                    |
| Victoria  | 16–1    | Jon Forsythe          | Sumisión (bow & arrow choke)       | AGL 4                                           | Absoluta   | Gi   | 13 de abril de 2013      | Berlin, NJ                    |
| Derrota   | 15–1    | Mark Tarmann          | Puntos                             | AGL 4                                           | Absoluta   | Nogi | 13 de abril de 2013      | Berlin, NJ                    |
| Victoria  | 15–0    | Dan Watkins           | Sumisión (triangle choke)          | AGL 4                                           | Absoluta   | Nogi | 13 de abril de 2013      | Berlin, NJ                    |
| Victoria  | 14–0    | Ken Podgorsek         | Sumisión (rear naked choke)        | AGL 4                                           | Absoluta   | Nogi | 13 de abril de 2013      | Berlin, NJ                    |
| Victoria  | 13–0    | Humberto Perea        | Sumisión (rear naked choke)        | AGL 4                                           | –155 lbs   | Nogi | 13 de abril de 2013      | Berlin, NJ                    |
| Victoria  | 12–0    | David Thies           | Puntos                             | AGL 4                                           | –155 lbs   | Nogi | 13 de abril de 2013      | Berlin, NJ                    |
| Victoria  | 11–0    | Kevin Gibbs           | Puntos                             | AGL 4                                           | –155 lbs   | Nogi | 13 de abril de 2013      | Berlin, NJ                    |
| Victoria  | 10–0    | Ryan Cafaro           | Sumisión (rear naked choke)        | AGL 3                                           | Superfight | Nogi | 19 de enero de 2013      | Berlin, NJ                    |
| Victoria  | 9–0     | Steven Calero         | Sumisión (rear naked choke)        | Grapplers Quest: World Championship             | –160 lbs   | Nogi | 21 de julio de 2013      | Morristown, NJ                |
| Victoria  | 8–0     | Joe Pyfer             | Sumisión (rear naked choke)        | Grapplers Quest: World Championship             | –160 lbs   | Nogi | 21 de julio de 2013      | Morristown, NJ                |
| Victoria  | 7–0     | Alejandro Domínguez   | Puntos                             | Grapplers Quest: Beast from the East            | –170 lbs   | Gi   | 25 de marzo de 2012      | Wayne, NJ                     |
| Victoria  | 6–0     | Angelo Claiborne      | Sumisión (arm-triangle choke)      | Grapplers Quest: Beast from the East            | –170 lbs   | Gi   | 25 de marzo de 2012      | Wayne, NJ                     |
| Victoria  | 5–0     | Alejandro Dominguez   | Sumisión (guillotine choke)        | Grapplers Quest: Beast from the East            | –170 lbs   | Nogi | 24 de marzo de 2012      | Wayne, NJ                     |
| Victoria  | 4–0     | Sulaman Zafar         | Puntos                             | Grapplers Quest: Beast from the East            | –170 lbs   | Nogi | 24 de marzo de 2012      | Wayne, NJ                     |
| Victoria  | 3–0     | Angelo Claiborne      | Puntos                             | Grapplers Quest: Beast from the East            | –170 lbs   | Nogi | 24 de marzo de 2012      | Wayne, NJ                     |
| Victoria  | 2–0     | Angelo Claiborne      | Puntos                             | Grapplers Quest: World Championships            | –170 lbs   | Nogi | 10 de diciembre de 2011  | Asbury Park, NJ               |
| Victoria  | 1–0     | Nick Salles           | Descalificación (slam)             | Grapplers Quest: World Championships            | –170 lbs   | Nogi | 10 de diciembre de 2011  | Asbury Park, NJ               |

## DVDs Instructivos
| Año  | Título                                                     |
| ---- | ---------------------------------------------------------- |
| 2020 | The Sport of Kings: High Performance Mindset For Grappling |
| 2020 | Systematically Attacking From Open Guard Supine Position   |
| 2020 | Systematically Attacking From Open Guard Seated Position   |
| 2020 | Systematically Attacking The Back                          |
| 2020 | Systematically Attacking The Turtle                        |
| 2019 | My Evolution Your Revolution                               |
| 2019 | Systematically Attacking From Closed Guard                 |
| 2019 | Systematically Attacking The Guard                         |
| 2017 | Getting Swole As A Grappler                                |